# Isola di Shōdoshima
Shōdoshima (小豆島町?) è una cittadina giapponese della prefettura di Kagawa.